# موشک‌انداز

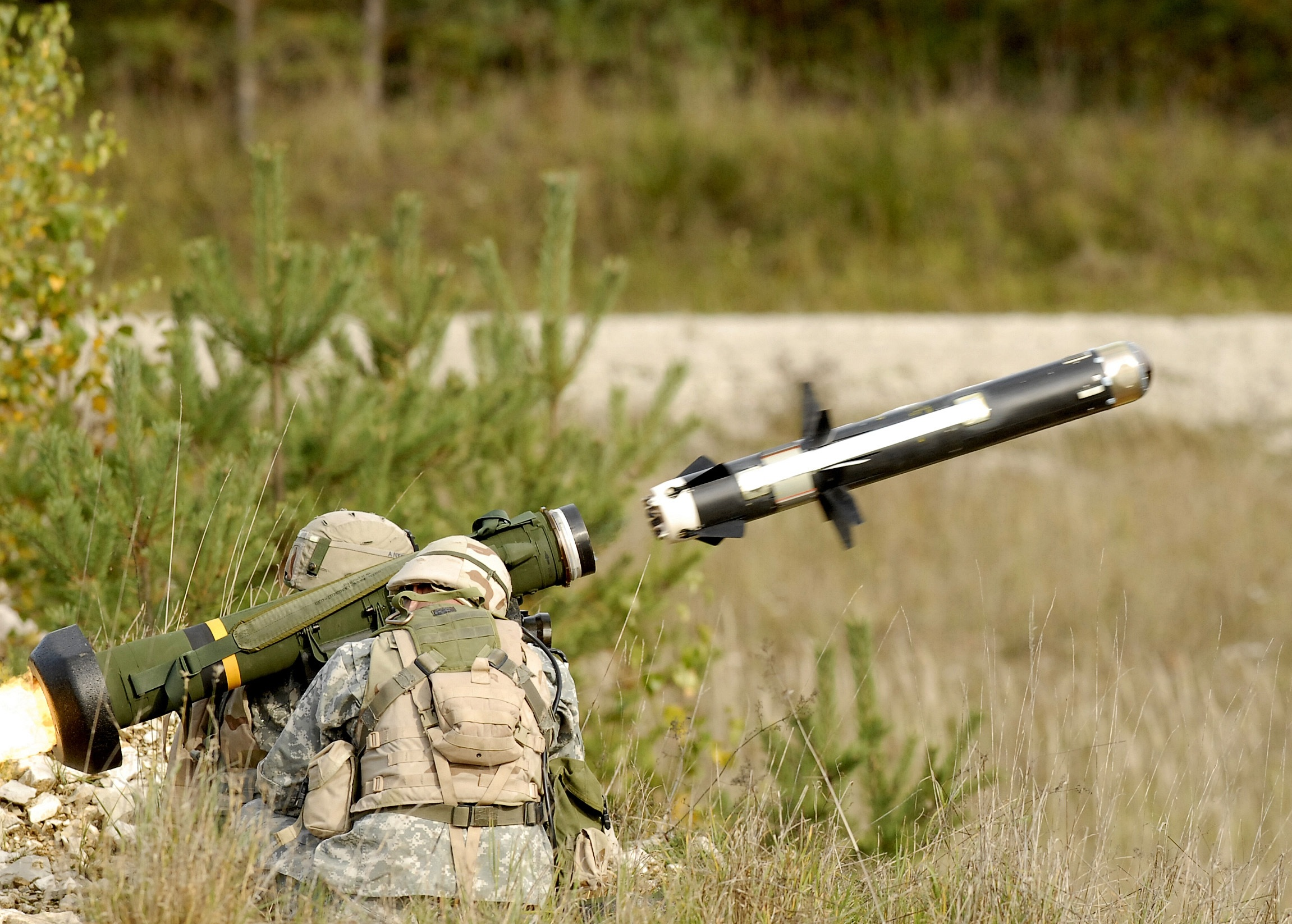
اف‌جی‌ام ۱۴۸ جاولین نخستین سلاح دوش‌پرتاب ضدتانک دنیا با سیستم هدایت کاملاً خودکار بعد از شلیک (شلیک و بعد هیچ) که از سال ۱۹۹۶ در خدمت ارتش آمریکاست.

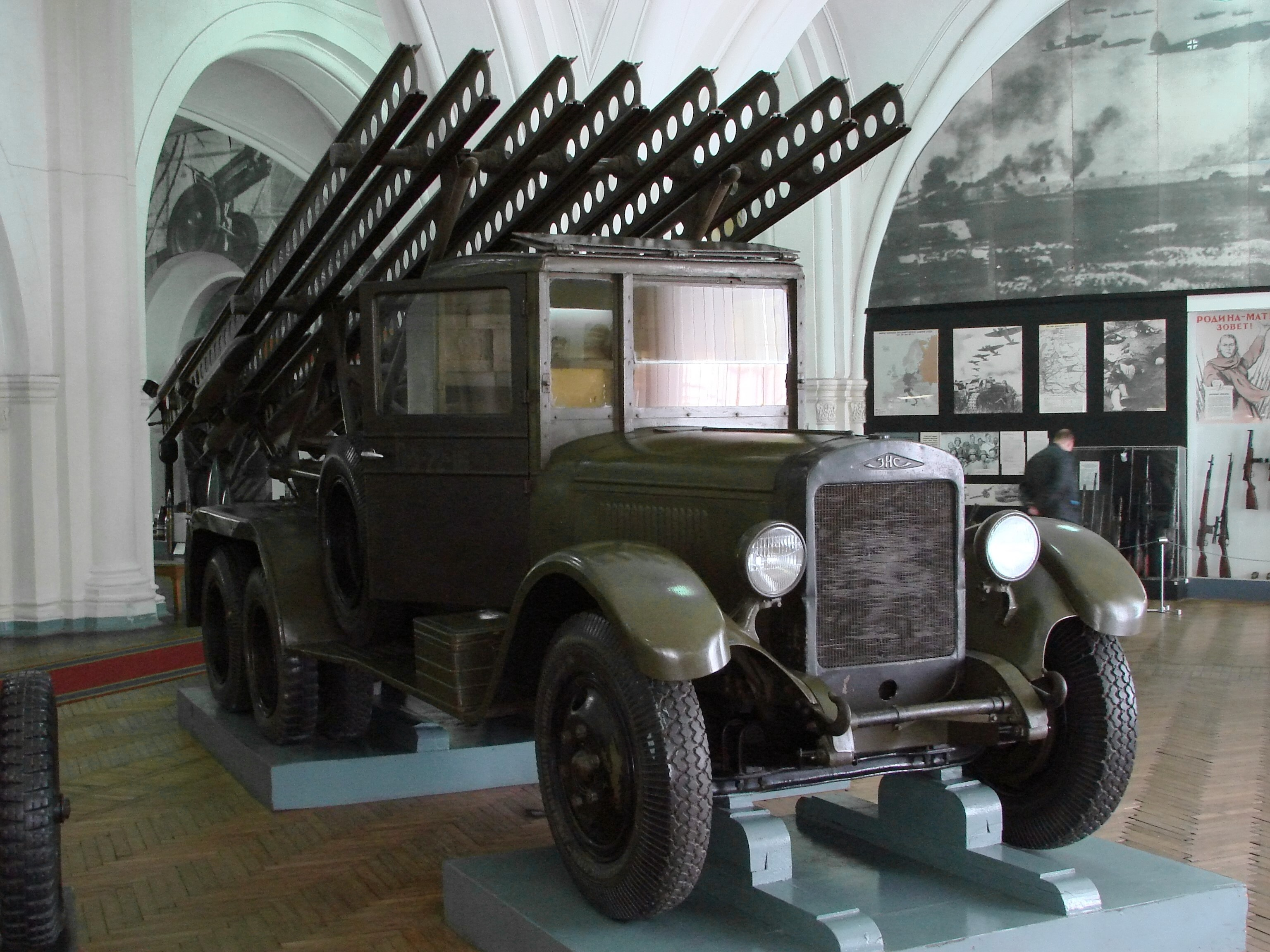
راکت‌انداز چندگانه کاتیوشا نخستین بار در سال ۱۹۳۸ در شوروی تولید و در جنگ جهانی دوم استفاده شد.

موشک‌انداز یا پرتابگر موشک ابزاری است که گلوله‌ای با پیشرانهٔ موشک را شلیک می‌کند و معمولاً به عنوان نوعی جنگ‌افزار از آن استفاده می‌شود.
موشک‌اندازها انواع مختلفی دارند؛ گروهی از آن‌ها به اندازه‌ای کوچک و سبک هستند که قابل حمل توسط یک نفر باشند. این موشک‌اندازها شامل سامانه‌های موشکی و موشکی دوش‌پرتاب می‌شوند که معمولاً به عنوان سلاح انفجاری ضدزره و ضد تانک یا پدافند هوایی از آن‌ها استفاده می‌شود. از معروف‌ترین موشک‌اندازهای دوش‌پرتاب خانواده‌ای از سلاح‌های ضدتانک ساخت شوروی معروف به آرپی‌جی است. بازوکا سلاح ضدتانک آمریکایی جنگ جهانی دوم و موشک‌های دوش‌پرتاب سطح به هوا (معروف به سام یا سا) نیز در این گروه جای می‌گیرند.
موشک‌اندازهای چندگانه که در آن‌ها چندین پرتابگر موشک در کنار یکدیگر قرار گرفته‌اند، گروه دیگری از موشک‌اندازها به‌شمار می‌روند که توان شلیک حجم عظیمی از مواد منفجره را در بازهٔ زمانی کوتاهی به سوی دشمن دارند. موشک‌اندازهای چندگانه که کاتیوشا از نخستین و موفق‌ترین نمونه‌های آن است، امروزه در کنار توپ‌های جنگی و خمپاره‌اندازها یکی از ادوات اصلی توپخانه‌ای ارتش‌های نوین به‌شمار می‌روند.
تفاوت مهم موشک‌انداز در مقایسه با توپ‌ها و تفنگ‌ها این است که گلولهٔ شلیک‌شده توسط موشک‌انداز، پس از خروج از سلاح از نیروی پیشرانهٔ موشکی خود استفاده می‌کند و تنها به انرژی ایجاد شده توسط عملکرد داخلی سلاح متکی نیست. این باعث می‌شود تا موشک‌اندازها قادر به شلیک مواد منفجره زیادی نسبت به وزن و اندازهٔ خود باشند.